# Соколов, Сергей Яковлевич (физик)
Серге́й Я́ковлевич Соколо́в (1897—1957) — советский физик, основатель ультразвуковой дефектоскопии и акустической микроскопии. Член-корреспондент АН СССР. Лауреат двух Сталинских премий.

## Биография
Родился 26 сентября (8 октября) 1897 года в селе Кряжим (ныне — Вольский район, Саратовская область). В 1925 году окончил ЛЭТИ.
Во время учёбы у него было несколько наставников, о которых он всегда отзывался с уважением. Преподавателем физики был профессор Митрофан Михайлович Глаголев. Лабораторные занятия вёл Борис Павлович Козырев, который со временем стал заслуженным деятелем науки и техники РСФСР. Ещё одним преподавателем был Сергей Иванович Покровский, который читал курс электричества и магнетизма и отличался строгим отношением к студентам, особенно на экзаменах. Чтобы получить хорошую оценку на экзамене, нужно было обязательно ответить на все вопросы.
Продолжил в ЛЭТИ научную работу (с 1926 года — заведующий лабораторией, с 1931 года — профессор и заведующий кафедрой электроакустики). Член-корреспондент АН СССР (1953). Член КПСС с 1953 года.
Умер 20 мая 1957 года. Похоронен в Ленинграде на Шуваловском кладбище.

## Научная деятельность
Сфера научных интересов — акустика, в частности явление ультразвука. Показал способность ультразвука проходить через металлы без заметного поглощения (1927). Применил это явление для обнаружения дефектов в металлах (1928), положив начало ультразвуковой дефектоскопии. Разработал различные конструкции ультразвуковых дефектоскопов. Выдвинул идею исследования структуры твёрдых тел и фазовых переходов ультразвуковым методом.
Пионерские работы в области звуковидения. Предложил (1935) методы преобразования звуковых изображений в видимые (поверхностного рельефа, механического сканирования, с помощью электронно-акустической трубки-преобразователя) и создал аппаратуру звуковидения, названную им ультразвуковым микроскопом. Заложил основы акустической голографии. Разработал первый кварцевый анализатор звука. Исследовал дифракцию света на ультразвуке. Выдвинул идею использования дифракции света в ультразвуковом поле в твёрдых и жидких средах для модуляции светового пучка.

## Публикации
- Zur Frage der Fortpflanzung ultra-akustischer Schwingungen in verschiedenen Korpern, «Elektrische Nachrichten-Technik», B. 1929, v. 11, p. 454—461
- Основы электроакустики. Ч. 1. — Л., 1932 (литограф. изд.)
- Применение ультразвуковых колебаний // Журнал технической физики. — 1946. — Т. 16. — № 7.
- Современные проблемы применения ультразвука // Успехи физических наук. — 1950. — Т. 40. — Вып. 1
- Ультразвук и его применение // Журнал технической физики. — 1951. — Т. 21. — Вып. 8.

Могила Соколова на Шуваловском кладбище Санкт-Петербурга.

## Награды и премии
- орден Ленина
- орден Трудового Красного Знамени
- медали
- Сталинская премия II степени (10 апреля 1942) — за изобретение метода ультраакустической дефектоскопии
- Сталинская премия I степени (1951) — за изобретение ультразвукового микроскопа, усовершенствование и промышленное освоение методов ультразвуковой дефектоскопии